# Cima Garibaldi
La Cima Garibaldi (2.843 m s.l.m. - Dreisprachenspitze in tedesco, Piz da las Trais Linguas in romancio) è una montagna delle Alpi della Val Müstair nelle Alpi Retiche occidentali che si trova lungo la linea di confine tra l'Italia (Lombardia e Trentino-Alto Adige) e la Svizzera (Canton Grigioni).
Sulla vetta della montagna si trova il Rifugio Garibaldi.

## Toponimo
Il toponimo originale, tedesco e romancio, significa Pizzo (monte) delle tre lingue. Infatti si trova tra la Lombardia di lingua italiana, l'Alto Adige di lingua tedesca ed il Canton Grigioni con lingua romancia. Il toponimo italiano fu solamente creato da Ettore Tolomei nel primo Novecento e adottato all'interno della campagna di italianizzazione dell'Alto Adige durante il Ventennio fascista.

## Geografia
La Cima Garibaldi si trova 250 metri a nord del Passo dello Stelvio, all'incrocio di tre importanti valli: a nord la svizzera Val Monastero, a sudovest la Valle del Braulio (tributaria della Valtellina) e ad est la Valle di Trafoi (tributaria della Val Venosta).

## Storia
Per decenni, dalla proclamazione del Regno sino a immediatamente dopo il termine della Prima Guerra Mondiale, ossia dal 1861 al 1919, la Dreisprachenspitze è stata un importante punto di frontiera fra tre stati: Regno d'Italia, Confederazione elvetica e Impero austriaco (quest'ultimo, dal 1867 riformato come Impero austro-ungarico). Da qui si diparte verso ovest la Frontiera Nord, il complesso sistema difensivo concepito a partire dal 1872 a protezione del territorio italiano da eventuali aggressioni provenienti d'oltralpe lungo il confine con la Confederazione Elvetica. Al capo opposto della Frontiera Nord, il corrispettivo occidentale della Dreisprachenspitze è il Monte Dolent. Successivamente, nel corso degli anni '30 del Novecento, alcune opere selezionate della Frontiera Nord sono state integrate nel dispositivo difensivo del Vallo Alpino del Littorio.
Per oltre tre anni e mezzo, dal 1915 al 1918, nel corso della Prima Guerra Mondiale, la Dreisprachenspitze è stata il termine nord-occidentale del fronte italo-austriaco della Guerra Bianca.